# Arnošt Parsch
Arnošt Parsch (* 12. Februar 1936 in Bučovice; † 19. September 2013 in Brünn) war ein tschechischer Komponist.

## Leben
Arnošt Parsch inskribierte zunächst Wirtschaftswissenschaften an der Wirtschaftshochschule in Vyškov. Er arbeitete als Wirtschaftswissenschaftler und studierte gleichzeitig privat Komposition bei Jaromír Podešva und Miloslav Ištvan. 1963 trat er in die Janáček-Akademie für Musik und Darstellende Kunst (Janáčkova akademie múzických umění, kurz JAMU) in Brünn ein und setzte sein Kompositionsstudium bei Miloslav Ištvan als Vollzeitstudent fort. Er absolvierte 1968 und arbeitete ab 1969 als Sekretär der Brünner Sektion des Verbandes tschechoslowakischer Komponisten. 1976 wurde er Sekretär des Internationalen Musikfestivals Brünn und 1990 Präsident des Direktoriums. An der JAMU arbeitete er zunächst als Assistenzprofessor, 1996 wurde er zum Professor berufen. Seit 1980 war er Mitglied des Kunstvereins Camerata Brno, in dem er sich mit Komponistenkollegen wie Miloš Štědroň, Radomír Ištvan, Leoš Faltus, Ivo Medek, Michal Košut und Alois Piňos um einen Austausch mit Musiktheoretikern bemühte. Vor allem mit Štědroň und Piňos arbeitete er vielfach an Gemeinschaftswerken.
In seiner frühen Schaffensphase in den 1970er-Jahren ließ sich Parsch teils von der Volksmusik Südmährens inspirieren. Schon seit seinem Studium beschäftigt er sich aber auch mit modernen Kompositionstechniken wie Dodekaphonie, Reihen- und Klangfarbenmusik sowie Aleatorik. Zudem formulierte er eine spezielle Methode zur Transponierung bestimmter Klangereignisse. Zudem interessierten ihn die Ausdrucksmöglichkeiten von Zymbal, Cembalo und anderen weniger verbreiteten Instrumentalkombinationen. 

## Werke (Auswahl)

### Orchesterwerke
- Musica concertante con omaggio für Flöte, Oboe, Fagott, Violine, Violoncello, Kontrabass und Streichorchester (1970)
- Sinfonie Nr. 2 (1973)[4]
- Útěk (Flucht). Sinfonisches Bild (1973)
- Vyletěl fták hore nad oblaky (Ein Vogel flog hoch über den Wolken). Variationen für Oboe und großes Orchester (1975)
- Bystrá voda (Klares Wasser) für Zymbal und kleines Orchester (1976). Gemeinschaftsarbeit mit Miloš Štědroň
- Poselství (Botschaft) für zwei Streichorchester (1978)
- Sinfonisches Konzert für Horn und Orchester (1982)
- Rondo für Orchester mit konzertanter Violine „Prometheus“ (1983)

### Instrumentalensemble
- Konzert für Blasinstrumente, Schlagzeug und Klavier (1964)
- Divertissement für Klavier, Harfe und sieben Instrumente (1969). Gemeinschaftsarbeit mit Miloš Štědroň, Alois Piňos und Rudolf Růžička
- Vier mährische Motive für neun Instrumente (1975). Gemeinschaftsarbeit mit Miloš Štědroň

### Solos, Duos und Kammermusik
- Musik für Streichquartett und Schlaginstrumente (1964)
- Rota für Violine und Klavier (1965)
- Sonate für Orgel (1965)
- Poetica 2 für Bassklarinette und Klavier (1966)
- Strukturen für Bassklarinette und Klavier (1966)
- Hrabě Haugwitz návštěvou na Kroměřížském panství (Graf Haugwitz besucht das Gut Kremsier). Suite für Streichquartett mit fiktiver Beteiligung von Charles Guillaume de Haugwitz (1970). Gemeinschaftsarbeit mit Miloš Štědroň und Alois Piňos
- Esercizii per uno, due, tre e quatro für zwei Flöte, Gitarre und Violoncello (1971)
- Streichquartett Nr. 2 „In memoriam Pablo Neruda“ (1973)
- Vyletěl fták hore nad oblaky (Ein Vogel flog hoch über den Wolken), Fassung für Oboe und Klavier (1975)
- Květiny (Blumen) für Bassklarinette und Klavier (1976)
- Vůně dřeva (Der Geruch von Holz) für Klarinette und Zymbal oder Klavier (1978)
- Pevně držet! (Festhalten!). Szene für zwei Trompeten, Waldhorn, Tenorposaune, Bassposaune und Tuba (1979)
- Dialog für Horn und Orgel (1984)
- Gartenmusik für sechs Hörner (1993). Gemeinschaftsarbeit mit Miloš Štědroň
- Magické krajiny (Magische Landschaft) für Schlagzeug (1998)
- …ausufernd für Bassklarinette und Klavier (2000)

### Lieder
- Vzývání lásky (Anrufung der Liebe). Fünf Lieder nach Texten Pavel Aujezdský für Tenor und Klavier (1987)[5]
- Etudes amoureuses. Fünf Lieder nach Barbara Maria Willi für Mezzosopran, Violine, Cembalo und Marimba (1995)[6]

### Chor
- Válka s mloky (Der Krieg mit den Molchen) nach einem Text von Karel Čapek für Kinderchor und Klavier (1969)
- Víno (Wein) nach Worten von Pavel Aujezdský für gemischten Chor a cappella (1976)
- Dětské hry (Kinderspiele) nach Worten von Pavel Aujezdský für Kinderchor a cappella (1978)
- Džbánky (Krüge) nach Worten von Pavel Aujezdský für gemischten Chor a cappella (1981)
- Ústa (Mund) nach Worten von Pavel Aujezdský und Volksdichtung für gemischten Chor a cappella (1983)
- Jízda králů (Der Königsritt). Szene nach Texten volkstümlicher mährischer Zeremonien für Tenor, Bass, gemischten Chor und Kammerensemble (1984)

### Elektroakustische Werke und Musique concrète
- Trasposizioni II (1969)
- Trasposizioni III (1970)
- Kuře krákoře (Hühnergackern) (1970)
- Labyrinthos (1971)
- Ve vysokých horách (Auf hohen Bergen) (1972)
- Rozednívání (Morgendämmerung) (1982)

### Arrangements
- Giulio Caccini: Euridice. Einrichtung einer Aufführungsfassung (1980). Gemeinschaftsarbeit mit Miloš Štědroň

### Musiktheoretische Arbeiten (in tschechischer Sprache)
- Arnošt Parsch, Alois Piňos, Jaroslav Šťastný: Náhoda, princip, systém, řád: poznámky k odrazu přírody v současné hudbě (Zufall, Prinzip, System, Ordnung: Anmerkungen zur Reflexion der Natur in der zeitgenössischen Musik)
- Arnošt Parsch, Alois Piňos, Jaroslav Šťastný: Transference hudebních elementů v kompozicích současných skladatelů (Übertragungen musikalischer Elemente in Kompositionen zeitgenössischer Komponisten)